# Marathon van Osaka 2002
De marathon van Osaka 2002 werd gelopen op zondag 27 januari 2002. Het was de 21e editie van de marathon van Osaka. Alleen vrouwelijke elitelopers mochten aan de wedstrijd deelnemen. De Keniaanse Lornah Kiplagat kwam als eerste over de streep in 2:23.55.

## Uitslagen
| rang   | naam                  | land | tijd    |
| ------ | --------------------- | ---- | ------- |
| Goud   | Lornah Kiplagat       | KEN  | 2:23.55 |
| Zilver | Harumi Hiroyama       | JPN  | 2:24.34 |
| Brons  | Haruko Okamoto        | JPN  | 2:27.01 |
| 4      | Kerryn McCann         | AUS  | 2:28.30 |
| 5      | Tomoe Abe             | JPN  | 2:29.16 |
| 6      | Ryoko Kitajima        | JPN  | 2:29.20 |
| 7      | Fatuma Roba           | ETH  | 2:29.31 |
| 8      | Cristina Pomacu       | ROU  | 2:31.17 |
| 9      | Kaoru Yamada          | JPN  | 2:33.41 |
| 10     | Ai Sugihara           | JPN  | 2:34.19 |
| 11     | Lyudmila Biktasheva   | RUS  | 2:34.39 |
| 12     | Taeko Terauchi        | JPN  | 2:35.47 |
| 13     | Dulce-Maria Rodriguez | MEX  | 2:36.12 |
| 14     | Asuka Maeda           | JPN  | 2:36.19 |
| 15     | Aniela Nikiel         | POL  | 2:39.17 |
| 16     | Masako Kusakaya       | JPN  | 2:39.35 |
| 17     | Hong-Xia Wang         | CHN  | 2:40.03 |
| 18     | Nami Kurosawa         | JPN  | 2:41.29 |
| 19     | Akemi Maeda           | JPN  | 2:42.07 |
| 20     | Ikumi Wakamatsu       | JPN  | 2:43.29 |
| 21     | Emi Saegusa           | JPN  | 2:43.33 |
| 22     | Tomoko Kitamura       | JPN  | 2:44.12 |
| 23     | Kayoko Obata          | JPN  | 2:45.13 |
| 24     | Tomoko Sugano         | JPN  | 2:45.38 |
| 25     | Mai Aoki              | JPN  | 2:48.07 |

1982 ·
1983 ·
1984 ·
1985 ·
1986 ·
1987 ·
1988 ·
1989 ·
1990 ·
1991 ·
1992 ·
1993 ·
1994 ·
1995 ·
1996 ·
1997 ·
1998 ·
1999 ·
2000 ·
2001 ·
2002 ·
2003 ·
2004 ·
2005 ·
2006 ·
2007 ·
2008 ·
2009 ·
2010 ·
2011 · 
2012 ·
2013 ·
2014 ·
2015 ·
2016 ·
2017